# Distrito fortificado

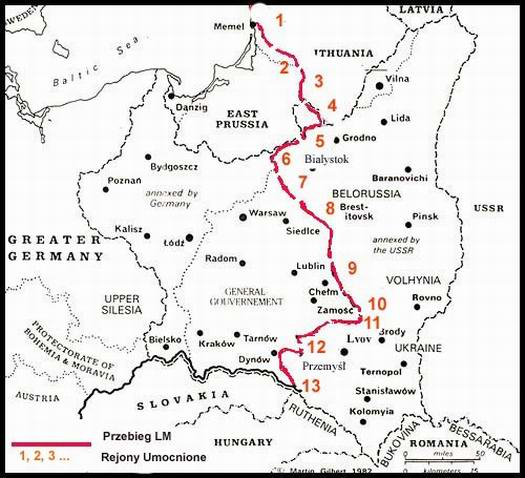
Mapa de la Línea Mólotov con sus regiones a lo largo de la frontera.

Un distrito fortificado o región fortificada (en ruso: Укреплённый район, Укрепрайон, romanización: ukreplyonny raion, ukrepraion), en la terminología de la Unión Soviética, es un territorio con un complejo sistema de fortificaciones de defensa militar.

Cada distrito consistía en un gran número de búnkeres de hormigón armados con ametralladoras, cañones antitanque y artillería. Los búnkeres eran construidos en grupos para apoyo mutuo y cada grupo formaba un centro de resistencia. El área que había entre los búnkeres se llenaba de diversas barreras y obstáculos, así como de minas terrestres. En cada región había una unidad militar dedicada a la defensa.
El concepto de ukrepraions se desarrolló durante la guerra civil rusa cuando grandes territorios debían ser defendidos por una fuerza militar relativamente escasa. Las primeras unidades militares que se llamaron así aparecieron en 1923.
En 1928 se lanzó el programa para la construcción del sistema integral de distritos fortificados. Comenzó con trece distritos fortificados, que con el tiempo se convirtieron en la Línea Stalin.

## Regiones fortificadas de campo
A principios de 1942, mucho después de la caída de las líneas fortificadas en el oeste, el Ejército Rojo comenzó a organizar un tipo de unidad algo diferente, también conocida como Región Fortificada (Distrito) de "Campo". Estas tenían el tamaño de una brigada en términos de efectivos —aproximadamente 4500 hombres—, con entre cuatro y ocho ametralladoras: batallones de artillería, una compañía de señales, una compañía de morteros medianos y otras unidades de apoyo. No estaban vinculados a ninguna línea fortificada y tenían cierta movilidad, en su mayoría tirada por caballos, por lo que a veces se los denomina unidades de "campo", a diferencia de las unidades de antes de la guerra, que eran estáticas.

"Fuerte en artillería y ametralladoras y débil en fusileros, la región fortificada se utilizó como una formación menor de economía de fuerza para tareas puramente defensivas, como la retención de sectores pasivos o el flanco de una penetración".

En efecto, a medida que la producción soviética de armas pesadas aumentó enormemente en la mitad de la guerra, mientras que la mano de obra era difícil de seguir, los hombres de las regiones fortificadas fueron entrenados casi en su totalidad como dotaciones de armas pesadas, con el fin de mantenerse firme por la potencia de fuego en lugar de por los efectivos. Esta fue una solución muy práctica, dado que gran parte del frente soviético-alemán era impracticable para la acción ofensiva de ambos lados.
Las nuevas regiones fortificadas de campo se emplearon más ampliamente durante la Operación Koltso. El frente del Don fue superado en número por las fuerzas alemanas del 4.º Ejército Panzer y el 6.º Ejército, pero esos ejércitos no estaban en posición de atacar para romper el asedio debido a la falta de suministros. En el Don se emplearon seis regiones fortificadas de campo —54.º, 115.º, 156.º, 77.º, 118.º y 159.º— para proteger y cubrir amplias franjas del cerco del frente, lo que permitió a los ejércitos de campo del frente concentrar la mayor parte de sus fuerzas de combate en sectores de ataque principales estrechos y cuidadosamente seleccionados. Este uso de regiones fortificadas en un papel de economía de fuerza resultó tan exitoso que el Ejército Rojo las empleó rutinariamente de la misma manera, pero en una escala aún mayor, durante el resto de la guerra.

## Tras la Segunda Guerra Mundial
De las 47 regiones fortificadas del Ejército Rojo al final de la Segunda Guerra Mundial, más de 30 se utilizaron para formar brigadas de artillería con ametralladoras y disolviéndose el resto. En la década de 1950, las regiones fortificadas en el Extremo Oriente se habían disuelto y solo quedaban unas pocas en Transcaucasia y Carelia, utilizando diferentes tablas de organización y equipamiento de las unidades de la Segunda Guerra Mundial. A medida que aumentaron las tensiones sino-soviéticas durante la década de 1960, el ejército soviético comenzó a crear nuevas regiones fortificadas para brindar la seguridad en el Extremo Oriente.
Los dos primeros, el 97.º y el 114.º, se formaron en marzo de 1966 para proteger los ferrocarriles de la región de Transbaikalia. Cada uno incluía tres batallones de fusileros motorizados con cuatro compañías cada uno, cuatro batallones de tanques con cuatro compañías equipados con tanques T-34-85, IS-2, IS-3, IS-4, T-54/T-55 y TO-55. Las unidades también incluían un batallón de artillería de ametralladoras separado de seis compañías, dos de los cuales estaban equipados con diez TO-55 e IS-4, y batallones separados de zapadores, comunicaciones, reparación y recuperación, así como un batallón antitanque con 18 cañones antitanque de 85 mm D-48 y una batería de artillería de cohetes con cuatro unidades Katiusha BM-13.
A finales de la década de 1980, había diez regiones fortificadas ubicadas en las regiones de Primorie y Amur, cinco en Transbaikalia, una en Kazajistán y cuatro en la frontera con Turquía. La organización de cada región fortificada difería según las necesidades de sus respectivos distritos militares. Sin embargo, cada región fortificada generalmente incluía entre tres y cinco batallones de artillería con ametralladoras separados (algunos incluían además un batallón de rifles motorizados), un batallón de tanques y entre uno y tres batallones o compañías de torretas de tanques excavadas como fortines, uno a tres batallones de artillería o baterías separadas (incluidos cohetes y antitanques), un batallón o batería de cohetes antiaéreos, un batallón o compañía de comunicaciones separada, un batallón, compañía o pelotón de ingenieros-zapadores, y unidades de apoyo y mantenimiento.
Los batallones de artillería con ametralladoras de las regiones fortificadas diferían poco en su organización, que generalmente constaba de dos compañías de ametralladoras, una compañía de rifles motorizados y una batería de morteros. Dependiendo de su ubicación, también podrían consistir en una compañía de torretas de tanques excavadas como pastilleros, dos o tres caponeras de artillería y un pelotón de cañones antiaéreos ZPU-2. Las compañías de ametralladoras estaban formadas por tres pelotones, cada uno armado con seis ametralladoras PK y PKS de 12,7 mm, la ametralladora pesada NSV de 12,7 mm, el lanzagranadas automático AGS-17 y el lanzagranadas antitanque SPG-9.
Las unidades de fusiles motorizados de las regiones fortificadas tenían una estructura similar a otras unidades de fusiles motorizados y en su mayoría estaban equipadas con camiones ZIL-131 y GAZ-66. Los batallones de tanques contaban con 31 tanques, generalmente T-54 o T-55 y, a veces, incluso tanques lanzallamas TO-55. Se equiparon batallones de cohetes separados con 18 sistemas BM-21 Grad o BM-13, seis por batería; las baterías antitanque estaban equipadas con seis cañones antitanque MT-12 de 100 mm. Durante el otoño y el invierno de 1989, mientras se reorganizaba el ejército soviético, la mayoría de las regiones fortificadas se reorganizaron en regimientos de artillería con ametralladoras de divisiones de artillería con ametralladoras recién creadas.

## Lista de regiones fortificadas

### Período de entreguerras
- Región fortificada de Arcángel: Formada el 15 de febrero de 1940 a partir del grupo operativo de unidades de la guarnición de Arcángel para la protección de la costa del mar Blanco durante la guerra de Invierno, que a su vez fue creada por una orden del 22 de diciembre de 1939. Se disolvió el 25 de agosto de 1940 y su personal se transfirió a otras unidades del Distrito Militar de Arcángel.

- Región fortificada de Blagovéshchensk: Por orden del Ejército Especial de la Bandera Roja del Extremo Oriente del 18 de marzo de 1932, se creó la 4.ª Dirección Principal de Trabajos de Construcción para la construcción de fortificaciones para defender la margen izquierda del río Amur. La región fortificada pasó a formar parte del ejército el 31 de octubre de ese año, y el 5 de julio de 1939 pasó a formar parte del 2.º Ejército de la Bandera Roja.

- Región fortificada de De-Kastri: Se comenzó la construcción sobre la base de una orden del 7 de marzo de 1933 en el pueblo de De-Kastri. Subordinado al comandante de las fuerzas navales en el Extremo Oriente, transferido al Ejército Especial del Extremo Oriente de la Bandera Roja en enero de 1934 y al 2.º Ejército de la Bandera Roja en septiembre de 1938.

- Región fortificada de Grodekovo: Construcción dirigida por la Dirección General de Trabajos de Construcción 102 en el área de Grodekovo y Sergeyevka. La región fortificada formaba parte del Ejército Especial del Extremo Oriente de la Bandera Roja.

- Región fortificada de Grodno: Creada por orden del 22 de junio de 1940, parte del distrito militar especial de Bielorrusia. El 8 de julio se creó un comando conjunto para las regiones fortificadas de Grodno y Pólatsk. El 3 de septiembre, este último se disolvió y su personal se unió a la región fortificada de Grodno.

- Región fortificada del Bajo Amur: Se comenzó la construcción en base a una orden del 7 de marzo de 1933 en la ciudad de Nikoláyevsk del Amur. Subordinado al Ejército Especial de la Bandera Roja del Extremo Oriente desde marzo de 1933 y al 2.º Ejército de la Bandera Roja desde septiembre de 1938.

- Región fortificada de Mazyr: Formada en septiembre de 1931 como sector PVO de Pripyat, se convirtió en la 34.ª Dirección Principal de Trabajos de Construcción en octubre de 1933. Subordinado al 23.º Cuerpo de Fusileros cuando este último se creó en agosto de 1936, parte del Distrito Militar de Bielorrusia.

- Región fortificada de Novogrado-Volynsky: Creada por una orden del Distrito Militar Ucraniano en febrero de 1932, la construcción fue supervisada por la 99.ª Dirección General de Obras de Construcción. Reorganizada en cuartel general de la 45.ª División de Fusileros en otoño de 1935 y región fortificada subordinada a la división. Cuando la división partió hacia Ucrania occidental en septiembre de 1939, la región fortificada se independizó, con su propio cuartel general. Rebautizada como 7.ª Región Fortificada por orden del Distrito Militar Especial de Kiev de 6 de septiembre de 1940.

- Región fortificada de Poltavka: Formada el 17 de enero de 1934 con sede en Poltavka. El cuartel general de la 2.ª División de Fusileros de Príamur solía formar el cuartel general. Inicialmente parte del Ejército Especial de la Bandera Roja del Extremo Oriente, transferido al 1.º Ejército de la Bandera Roja en septiembre de 1938.

- Región fortificada de Transbaikalia: Creada por órdenes en abril de 1932, construcción supervisada por la 107.ª Dirección General de Obras de Construcción. Parte del Ejército Especial de la Bandera Roja del Extremo Oriente, su cuartel general estaba en el Apartadero Ferroviario 79 llamado así por Viacheslav Mólotov y el asentamiento de Dauriya desde julio de 1940.

- Región fortificada de Ust-Sunggari: Formada por orden del Ejército Especial de la Bandera Roja del Lejano Oriente el 25 de enero de 1932, con sede en Leninskoye en el río Amur. Transferido al 2.º Ejército de la Bandera Roja en septiembre de 1938.

### Posterior a la Segunda Guerra Mundial
- 1.ª Región fortificada: Formada el 13 de mayo de 1970 como Región Fortificada de Vladivostok, proporcionando defensa costera para la base principal de la Flota del Pacífico. Con sede en Slavyanka y reorganizada como Primera Región Fortificada el 1 de enero de 1978. Fue disuelta el 25 de noviembre de 1995.

- 2.ª Región fortificada: Formado en mayo de 1970, cubría la isla Bolshoy Ussuriysky y la de Tarabov (en disputa con la República Popular China). Parte del 15.º Ejército, con sede en Jabárovsk. La estructura se mantuvo casi sin cambios hasta que se disolvió en 2008.

- 3.ª Región fortificada: Parte del 43.º Cuerpo de Ejército, con sede en Leninskoye. Redesignada al 63.º Regimiento de Artillería con Ametralladoras de la 128.ª División de Artillería con Ametralladoras en diciembre de 1989.

- 4.ª Región fortificada: Parte del 5.º Ejército de la Bandera Roja en Kraskino. Redesignada al 196.º Regimiento de Artillería con Ametralladoras de la 129.ª División de Artillería con Ametralladoras de la Guardia en octubre de 1989.

- 5.ª Región fortificada: Parte del 5.º Ejército de la Bandera Roja en Popovka. Disuelta en 1993.

- 6.ª Región fortificada: Formada originalmente como la 78.ª Región fortificada en abril de 1942, luchó en la Segunda Guerra Mundial. Parte del 31.º Cuerpo de Ejército en Ajaltsije.

- 7.ª Región fortificada: Formada originalmente como la 55.ª Región fortificada en Leninakanes el 4 de febrero de 1941, cubría la frontera turca durante la Segunda Guerra Mundial. Parte del 7.º Ejército de Guardias a finales de la década de 1980.

- 8.ª Región fortificada: Formada originalmente como la 51.ª Región fortificada en Ajalkalaki (posteriormente transferida a Batumi) el 5 de enero de 1941, cubría la frontera turca durante la Segunda Guerra Mundial. Parte del 31.º Cuerpo de Ejército a finales de la década de 1980.

- 9.ª Región fortificada: Originalmente formada como 69.ª Región Fortificada en Kazán en abril de 1942. Luchó en la batalla del Cáucaso y luego fue transferida a Echmiadzin como parte del 45.º Ejército. Parte del 7.º Ejército de Guardias a finales de la década de 1980.

- 10.ª Región fortificada: Parte del 32.º Ejército con sede en Chundzha. El cuartel general era una unidad de cadres y los batallones subordinados estaban directamente subordinados al 32.º Ejército y al 17.º Cuerpo de Ejército.